# Sceaux-du-Gâtinais
Sceaux-du-Gâtinais là một xã trong tỉnh Loiret, vùng Centre-Val de Loire bắc trung bộ nước Pháp.